# مانتيس
مانتيس هي شخصية خيالية ظهرت في مارفل كومكس، قد ظهرت الشخصية لأول مرة في 1973م وهي من ابتكار ستيف إنجلهارت.